# 天津临时客运站

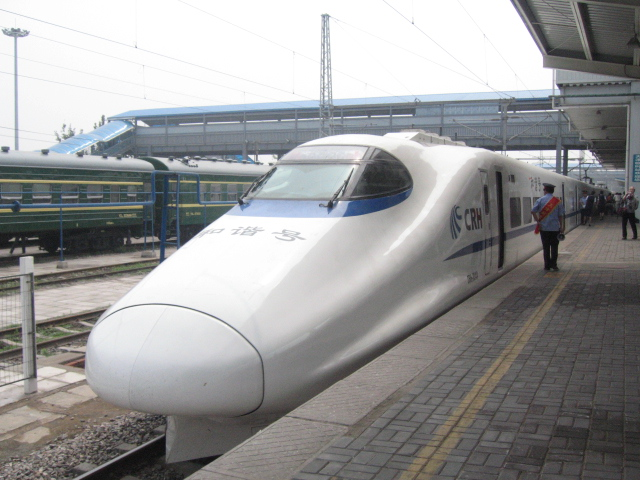
2007年6月2日，一列由北京站始发的CRH2A停靠在月牙河站站台

天津临时客运站，又称月牙河火车站，原名万新站，位于天津市河东区东兴立交桥附近，由天津客车技术整备站改造而成，现已拆除。
该站自2007年1月15日零时起投入过渡期运营，以配合天津站封闭改造。2008年8月1日京津城际铁路正式开通后，临时站自2008年8月2日起不再办理客运业务，但可购买车票。
39°07′06″N 117°14′37″E / 39.11833°N 117.24361°E